# Cleomenes trinotatithorax
Cleomenes trinotatithorax là một loài bọ cánh cứng trong họ Cerambycidae.